# Miltogramma
Miltogramma är ett släkte av tvåvingar. Miltogramma ingår i familjen köttflugor.

## Bildgalleri

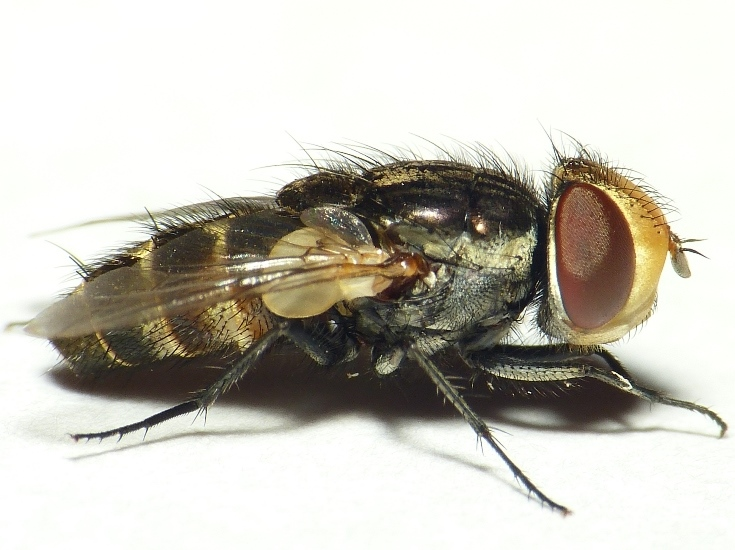
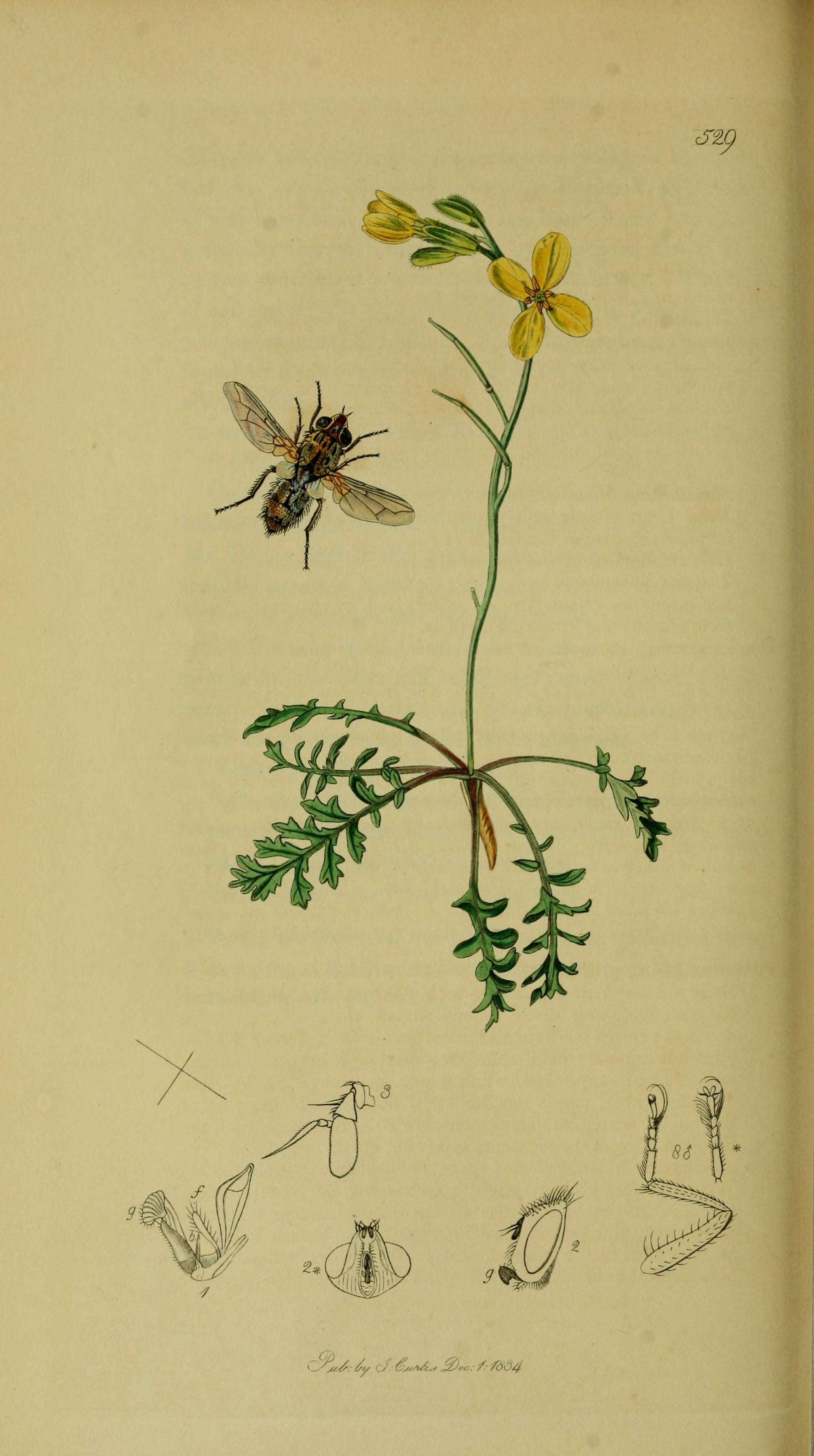
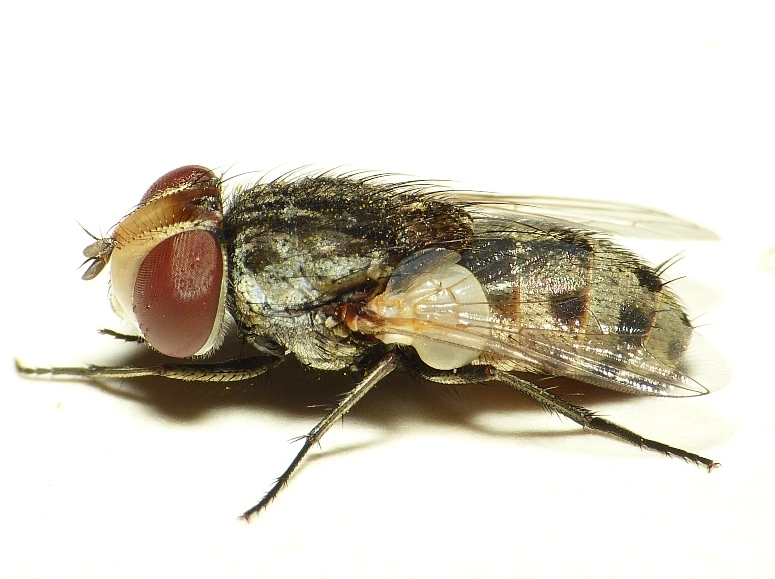

## Dottertaxa tillMiltogramma, i alfabetisk ordning[1][2]
- Miltogramma affinis
- Miltogramma africana
- Miltogramma alajica
- Miltogramma alashanica
- Miltogramma albidopilosa
- Miltogramma albifacies
- Miltogramma albifrons
- Miltogramma alexii
- Miltogramma algira
- Miltogramma angustifrons
- Miltogramma argentifrons
- Miltogramma arnaudi
- Miltogramma asiatica
- Miltogramma audacis
- Miltogramma auriceps
- Miltogramma aurifrons
- Miltogramma basuto
- Miltogramma beludzhistanensis
- Miltogramma bimaculatum
- Miltogramma brachygonitum
- Miltogramma brevipila
- Miltogramma bucharica
- Miltogramma bulganica
- Miltogramma chivae
- Miltogramma chorezmi
- Miltogramma chrysochlamys
- Miltogramma contarinii
- Miltogramma curticlaws
- Miltogramma cuthbertsoni
- Miltogramma dissidens
- Miltogramma drabermonkoi
- Miltogramma dzhungarica
- Miltogramma efflatouni
- Miltogramma emeljanovi
- Miltogramma flavus
- Miltogramma germari
- Miltogramma globularis
- Miltogramma grossa
- Miltogramma grunini
- Miltogramma hargreavesi
- Miltogramma helvum
- Miltogramma heptapotamica
- Miltogramma hirtimanum
- Miltogramma holbecki
- Miltogramma iberica
- Miltogramma immaculata
- Miltogramma inarmata
- Miltogramma interrupta
- Miltogramma iranica
- Miltogramma jaxartoxiana
- Miltogramma kazak
- Miltogramma keiseri
- Miltogramma khat
- Miltogramma khuzistanica
- Miltogramma kirgisorum
- Miltogramma kizylkumi
- Miltogramma kokandica
- Miltogramma kopetdagensis
- Miltogramma kurahashii
- Miltogramma latifrons
- Miltogramma lindneri
- Miltogramma longilobata
- Miltogramma macularis
- Miltogramma maculata
- Miltogramma maculigerum
- Miltogramma major
- Miltogramma margiana
- Miltogramma maxima
- Miltogramma megerlei
- Miltogramma melanothorax
- Miltogramma microcerum
- Miltogramma microchaetosum
- Miltogramma minuscula
- Miltogramma moczari
- Miltogramma mongolicus
- Miltogramma munroi
- Miltogramma murina
- Miltogramma nartshukae
- Miltogramma nepalica
- Miltogramma nigricornis
- Miltogramma normalis
- Miltogramma nuda
- Miltogramma obscura
- Miltogramma occipitalis
- Miltogramma oestracea
- Miltogramma olgae
- Miltogramma oxi
- Miltogramma pardalina
- Miltogramma pritykinae
- Miltogramma przhevalskyi
- Miltogramma punctata
- Miltogramma rectangularis
- Miltogramma regina
- Miltogramma rex
- Miltogramma rohdendorfi
- Miltogramma rubra
- Miltogramma rueppellii
- Miltogramma rufa
- Miltogramma ruficornis
- Miltogramma rutilans
- Miltogramma seriatum
- Miltogramma sogdiana
- Miltogramma spilotum
- Miltogramma stackelbergi
- Miltogramma sumbarica
- Miltogramma syrtorum
- Miltogramma taeniata
- Miltogramma taeniatorufa
- Miltogramma tibitum
- Miltogramma transbajkalica
- Miltogramma transcaspiensis
- Miltogramma transvaalense
- Miltogramma tsajdamica
- Miltogramma tscharykulievi
- Miltogramma tsharykulievi
- Miltogramma tunesica
- Miltogramma turanica
- Miltogramma turkestanica
- Miltogramma turkmenica
- Miltogramma turkmenorum
- Miltogramma ukrainica
- Miltogramma ussuriensis
- Miltogramma uzbek
- Miltogramma varia
- Miltogramma verum
- Miltogramma villeneuvei
- Miltogramma v-nigrum
- Miltogramma zaitzevi
- Miltogramma zarudnyji
- Miltogramma zeravshanica